# Poecilotheria metallica
Poecilotheria metallica là một loài nhện trong họ Theraphosidae. Loài này có màu xanh lá cây kim loại sáng. Loài này chỉ phân bố ở Ấn Độ.
Dù chưa có vụ người bị nhện này đốt, loài này có nọc độc có thể gây đau nghiêm trọng. 